# HGM-25 Titan I
HGM-25A Тайтэн I (англ. HGM-25A Titan I, [’taɪtən] — «Титан») — американская жидкостная двухступенчатая межконтинентальная баллистическая ракета с моноблочной головной частью. Являлась первой ракетой-носителем из семейства Титан.
Первоначально, согласно системе обозначений, принятой в ВВС США в период 1955—1963 гг., имела индекс SM-68. Была разработана как мера подстраховки на случай неудачи проекта баллистической ракеты SM-65 Atlas.

## История
В середине 1950-х годов, с развитием ракетных технологий и созданием относительно компактных термоядерных боеприпасов, ВВС США вновь обратили внимание на баллистические ракеты дальнего радиуса действия. Совершенствование истребителей-перехватчиков и появление на вооружении первых образцов управляемых зенитных ракет породили сомнения относительно эффективности пилотируемых бомбардировщиков и крылатых ракет, составлявших основу стратегического авиационного потенциала США. Помимо этого, было известно, что Советский Союз интенсивно работает над собственной ракетной программой, сосредоточив усилия на создании дальнобойных баллистических ракет. Военные США опасались, что из-за недостаточного внимания ВВС к баллистическим ракетам и распыления ресурсов между независимыми ракетными программами армии, флота и ВВС, США могут отстать в разработке нового вида оружия.
В 1954 году, были сформулированы основные элементы дизайна межконтинентальной баллистической ракеты MX-1593 — будущей SM-65 Atlas, разрабатывавшейся фирмой Convair еще с 1946 года. Ввиду большого значения программы для будущего ВВС США, командование решило подстраховаться, заказав параллельно разработку альтернативных версий основных компонентов «Атласа»; системы управления, двигателей, боеголовки. Предполагалось, таким образом, иметь альтернативное решение, если фирма Convair столкнется с проблемами при разработке какого-либо компонента.
К 1955 году, когда окончательный дизайн «Атласа» был уже утвержден, проектные работы над компонентами-заменителями продвинулись так далеко, что ВВС США решили разработать на их основе другую баллистическую ракету, альтернативную «Атласу». Таким образом, военные надеялись гарантировать, что хотя бы одна из двух ракет будет разработана успешно. Контракт на разработку получила фирма «Мартин»; новая МБР была обозначена как SM-68 «Titan».

## Конструкция

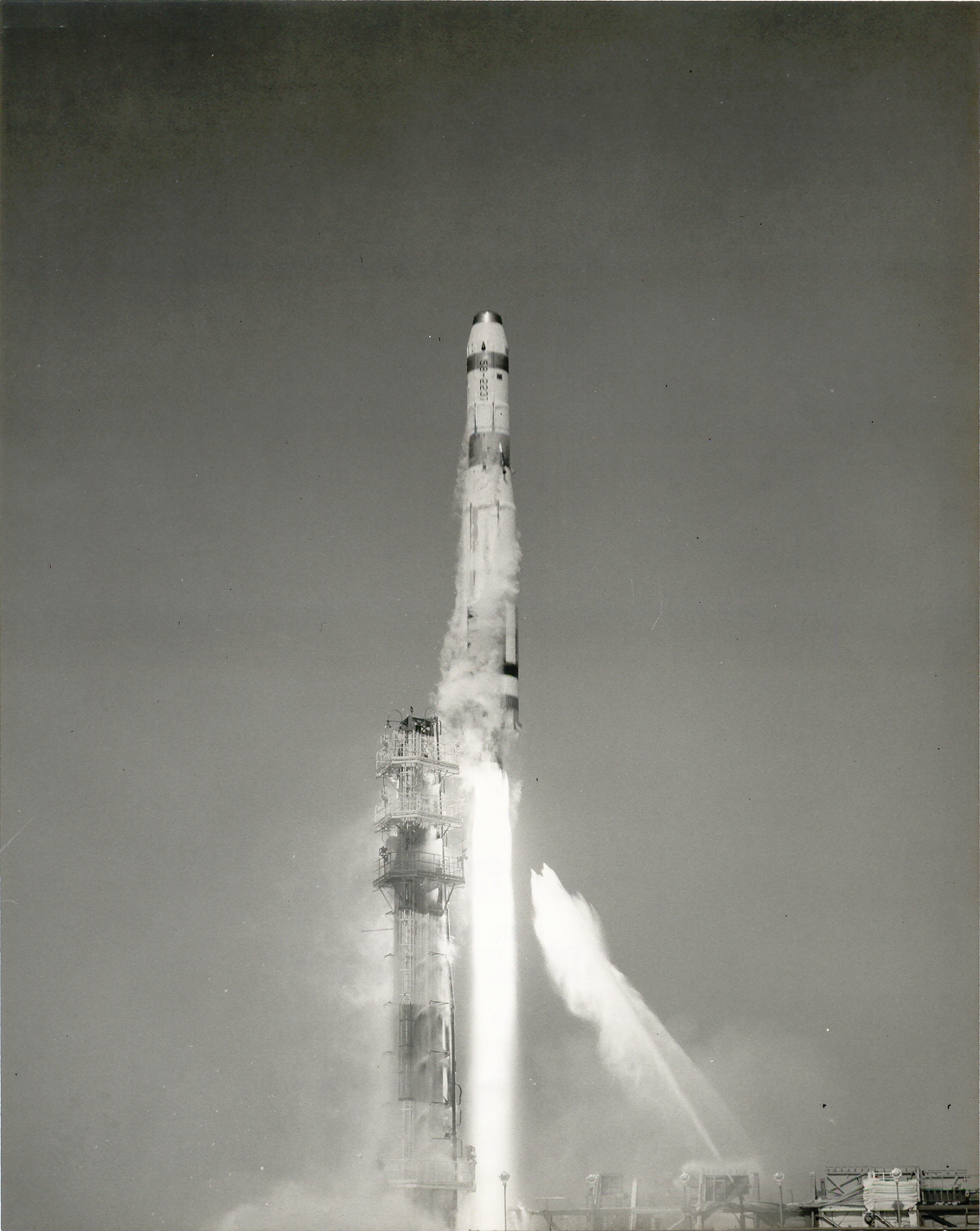
Запуск «Титан I»

Хотя изначально SM-68 «Титан» задумывалась как параллельный набор компонентов для SM-65 «Атлас», получившаяся ракета радикально отличалась от последнего. Фирма «Мартин» сочла недостаточно надежным ряд ключевых особенностей «Атласа» — таких, например, как «надувные» несущие топливные баки, при которых форма ракеты поддерживалась исключительно сверхдавлением внутри — и пересмотрела проект в пользу более классических решений. Стенки баков «Титана» были выполнены несущими, что повлекло за собой значительное увеличение массы ракеты и потребовало применения двухступенчатой конструкции. Развитие технологий также позволило решить проблему зажигания второй ступени в полете (в отличие от «Атласа» и Р-7, на которых все двигатели зажигались на стартовой площадке) и скомпоновать ракету более рационально; вторая ступень находилась поверх первой и запускалась после её отгорания.
В окончательном виде SM-68 «Титан» был большой двухступенчатой ракетой весом более 105 тонн и высотой 31 метр. Его первая ступень приводилась в движение двумя ракетными двигателями «Аэроджет» LR-87, работавшими на керосиновом топливе RP-1 и жидком кислороде. Каждый двигатель развивал тягу до 700 кН; ступень имела диаметр 3,1 метра, высоту 16 метров и весила в полностью заправленном состоянии 76,2 тонны. Управление полетом первой ступени осуществлялось изменением положения основных двигателей на карданном подвесе.
Вторая ступень, установленная поверх первой, приводилась в действие единственным двигателем «Аэроджет» LR-91 на той же топливной смеси. Двигатель развивал тягу 350 кН; ступень имела диаметр 2,3 метра и высоту 9,8 метров. Полностью заправленная, она весила 28,9 тонны. Зажигание второй ступени на высоте осуществлялось при помощи баллона с гелием (приводившим в движение турбопомпы) и твердотопливного зажигательного приспособления в камере сгорания двигателя. Управлением полетом второй ступени осуществлялось с помощью системы из четырех поворотных маневровых сопел по бокам от основного двигателя.
Управление ракетой в полете осуществлялось при помощи комбинированной инерциально-радиокомандной системы наведения. Первоначально планировалось использовать полностью инерциальную систему наведения, но разработка таковой была в итоге передана более приоритетному «Атласу».
«Титан» вооружался термоядерной боевой частью W-38 эквивалентом в 3,75 мегатонны. Вес боевой части составлял около тонны. Заряд размещался в боевом блоке Mk-4, оснащенном абляционной тепловой защитой. Взрыв мог проводиться как на заданной высоте, так и у поверхности. Круговое вероятное отклонение боеголовки изначально было равно 1400 метрам, в дальнейшем сокращено до 900 метров.

## Развертывание

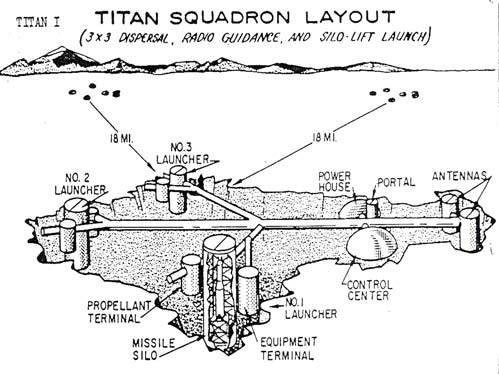
Схема базы МБР «Титан I». На схеме представлены три шахтные пусковые установки (каждая с собственным хранилищем топлива и оксилителя и контрольным центром), заглубленный командный центр и электростанция и шахты антенного комплекса

Развертывание ракет «Титан» началось в 1959 году, когда «Атлас» уже находился на боевом дежурстве.
«Титан» был первой американской ракетой, базируемой в подземных шахтах, защищающих ракету от поражающих факторов атомного взрыва. Ввиду использования быстро испаряющегося жидкого кислорода ракета хранилась в шахте незаправленной и заправлялась лишь при поступлении команды на подготовку к пуску. Запуск из шахты был невозможен по соображениям безопасности; заправленная ракета поднималась на специальном лифте и стартовала с поверхности. Заправка, подъём ракеты и пуск занимали около 15 минут.
Каждый пусковой комплекс «Титана» располагался под землей и включал три пусковые шахты с ракетами, разнесенными на расстояние 400—500 метров. Такое небольшое расстояние между шахтами было вынужденной мерой, так как все три ракеты комплекса управлялись общей радиокомандной системой ATHENA. При каждой пусковой шахте располагалось заглубленное хранилище жидкого кислорода и горючего и контрольный бункер. Подземные переходы соединяли пусковые шахты с двумя заглубленными куполообразными строениями — электростанцией, включавшей дизель-генераторы и запасы топлива на случай перебоев с внешним питанием, и контрольным центром, включавшим также жилые помещения для персонала. На максимальном удалении от ракетных шахт располагались две меньшие шахты с выдвижными антеннами радаров, использовавшихся для контроля полета ракет и передачи управляющих команд.
Весь комплекс был заглублен под землю и рассчитан на сверхдавление более 100 psi; это означало, что комплекс в состоянии выдержать мегатонный наземный взрыв в километре от эпицентра. Учитывая низкую точность существовавших на тот момент советских МБР, такой уровень защиты считался достаточным; так, ракета Р-16 с 3-мегатонной боевой частью давала область сверхдавления более 100 psi диаметром в 1,5 километра — при этом круговое вероятное отклонение самой ракеты составляло 2,7 километра.

## На дежурстве

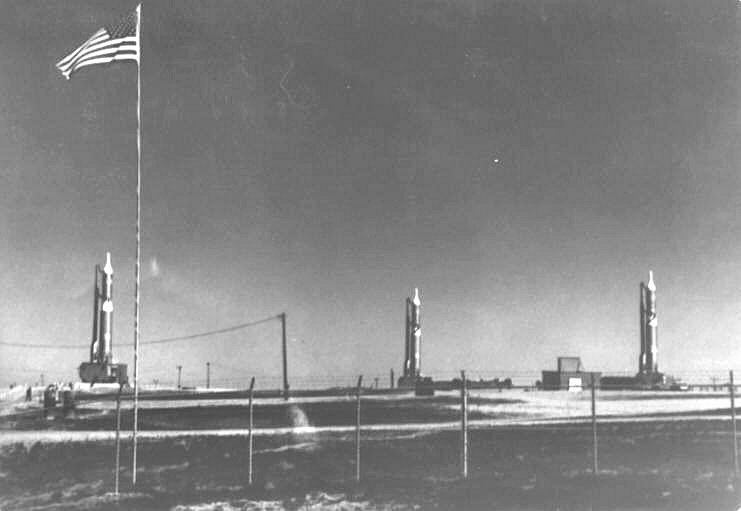
Три ракеты «Титан I» подняты из шахт и готовы к действию

Всего в период с 1960 по 1962 год на боевом дежурстве было развернуто 54 ракеты (плюс ещё шесть запасных). в составе шести ракетных эскадронов. Каждый эскадрон включал три пусковых комплекса с тремя ракетами «Титан» каждый; таким образом, количество готовых к запуску ракет эскадрона составляло 9 единиц. Также каждый эскадрон имел по одной резервной, не-развернутой ракете.
Следующие части были оснащены этими ракетами в период 1960—1965 года.
- 568-я стратегическая ракетная эскадрилья — авиабаза Ларсон, штат Вашингтон
- 569-я стратегическая ракетная эскадрилья[англ.] — авиабаза Маунтин-Хоум, штат Айдахо
- 724-я стратегическая ракетная эскадрилья — авиабаза Лоури, штат Колорадо
- 725-я стратегическая ракетная эскадрилья — авиабаза Лоури, штат Колорадо
- 850-я стратегическая ракетная эскадрилья — авиабаза Эллсуорт, штат Дакота
- 851-я стратегическая ракетная эскадрилья — авиабаза Бэйл, штат Калифорния

Развертывание «Титанов» велось почти параллельно развертыванию ракет «Атлас-E» и «Атлас-F»; однако, из-за высокой стоимости стартовых комплексов «Титана», число развернутых ракет этого типа было меньше. В 1961—1963 гг. «Титаны» представляли почти треть арсенала межконтинентальных баллистических ракет ВВС США; вместе с «Атласами», ракеты этого типа обеспечивали уверенный перевес над немногочисленным советским ядерным арсеналом того времени. 
Их быстрое списание в 1963—1964 гг. было обусловлено совершенствованием технологии, сделавшей возможным массовое производство твердотопливных межконтинентальных баллистических ракет «Минитмен» — значительно более дешевых и простых в обслуживании, чем жидкотопливные ракеты.
В 1963 году, с принятием на вооружение новых твердотопливных МБР «Минитмен», правительство США приняло решение снять с вооружения все устаревшие жидкотопливные ракеты типа SM-65 «Атлас» и SM-68 «Титан». Новые «Минитмены» обладали рядом значительных преимуществ — твердотопливные ракеты были просты в обслуживании, не нуждались в заправке перед стартом, и могли запускаться прямо из пусковых шахт, существенно повышая время реакции. Кроме того, они были надежнее и точнее. На фоне грандиозной программы развертывания более 800 «Минитменов», старые жидкотопливные ракеты более не являлись значимой частью американского стратегического потенциала, и в начале 1965 года были все списаны.
Восемьдесят три из 101 произведенной ракеты «Титан» были помещены на долговременное хранение. Обсуждался вопрос переделки их в космические ракеты-носители, но для этой цели «Атлас» подходил лучше. 33 ракеты были в итоге переданы различным учреждениям в качестве памятников, остальные 50 были демонтированы в 1972 году, в соответствии с договором ОСВ-I.

## Титан-II
См. LGM-25C Titan II

## Оценка проекта
Задуманная изначально как «запасной план» на случай неудачи с SM-65 «Атлас», ракета HGM-25 «Титан» в итоге развилась в полностью самостоятельный проект, имевший большое значение для американского ракетостроения. Причиной тому были как более «классические» решения, вроде несущих стенок баков, так и более позднее начало разработки, что позволило интегрировать в проект более эффективные технические решения — вроде зажигания второй ступени в полете.
По основным характеристикам «Титан» был близок к «Атласу»; он, однако, превосходил «Атлас» по дальности и был более удобен в хранении и транспортировке за счет своих несущих баков. С другой стороны, «Титан» был почти на 8 метров длиннее «Атласа», что создавало проблемы при шахтном базировании; кроме того, конструкция двухступенчатой ракеты была значительно сложнее и дороже в обслуживании. Значимым недостатком «Титана» была примененная на нем радиокомандная система управления — в то время как «Атласы», начиная с версии Atlas-E, имели автономную инерциальную систему, «Титан» нуждался в управлении с наземного поста. В результате, точность «Титана» была ниже, чем у «Атласа», он был чувствителен к помехам и требования радиокомандной системы управления вынуждали группировать ракеты по три на одной базе (в то время как «Атласы» с инерциальной системой наведения могли быть индивидуально рассредоточены). Это повышало уязвимость системы и порождало потребность в чрезвычайно дорогих подземных стартовых комплексах.